# Tubilustrium
Das Tubilustrium repräsentierte als eineinhalbtägige Kulthandlung „Vorfeier der Landtage“ bereits im römischen Kalender vor der römischen Republik den achten Tag (→Nundinum) nach den Iden. Die ab 450 v. Chr. „verdeckten Tubilustria“ konnten ihre ursprüngliche Identität nicht bewahren, da die wechselnden populäreren Monatsfeiern sie in den Hintergrund drängten. Zudem galten die Tubilustria von jeher nicht als „offizielle Feriae“, weshalb sie in ihrer monatlichen Ausrichtung keine offizielle Festberücksichtigung fanden. 

## Hintergrund

### Reform des Tubilustriums
Nach 450 v. Chr. wurde das Tubilustrium im Zuge der Kalenderreform der Zwölftafelgesetze zumeist verdeckt im römischen Kalender tradiert und einzig in den Monaten Martius und Maius offen für den jeweils 23. und 24. Tag zusammen mit dem markierten Tag „QRCF“ (Quando Rex Comitiavit Fas) ausgewiesen. Eine weitere Ausnahme bildete der 28-tägige Februarius. Dort wurde in einem Schaltjahr zumeist der 23. Tag mit dem Schaltmonat Mensis intercalaris gekoppelt, weshalb das Ritual der Tubulustria nach der Kalenderreform im Februarius nicht mehr auftauchte. 
In den folgenden Jahrhunderten verloren die Tubilustria durch die fehlende direkte Kalenderanbindung an den Mond weiter an praktischer Bedeutung, um schließlich nur noch mit den QRCF-Tagen offiziell wahrgenommen zu werden, obwohl sie im privaten Bereich nach wie vor in Gebrauch waren.

### Riten des Tubilustriums
Die eineinhalbtägigen Tubilustria stellten monatliche Riten dar, die ein Nundinum nach den Iden des Vollmondes vollzogen wurden, um die Phase des abnehmenden Mondes zu stärken. Hierbei opferten die Priester ein weißes Schaf und begleiteten den Ritus mit lärmend-gestreckten Signalhörnern; in der Sakralsprache auch tubi/tubae genannt. Der gleiche Ablauf ist bei Mondfinsternissen oder im Totenkult gut bezeugt. Den mythologischen Hintergrund der Signalhörner bildet die Vorstellung, dem abnehmenden oder erlöschenden Mond mit Krach tatkräftig zu helfen. Der oft aus den Quellen interpretierte rituelle Reinigungscharakter kann aufgrund anderer Textquellen, die mit dem Ritus der Tubilustria verbunden sind, nicht bestätigt werden.